# Bom Jardim (Río de Janeiro)
Bom Jardim es un municipio brasileño del estado de Río de Janeiro. La población medida en el Censo del IBGE de 2010 fue de 24.474 habitantes.
Localizado en la región serrana del estado, a una altitud de 574 metros, y distando cerca de 20 kilómetros del municipio de Nova Friburgo, presenta una temperatura media de 10 °C en invierno y 27 °C en verano. 

## Hidrografía
Hay dos ríos principales que cruzan la ciudad: El río Grande, que atraviesa el municipio de Bom Jardim desde el lugar denominado Barra de la Bengalas, en el límite con el municipio de Nova Friburgo y el río São José que nace en el Municipio de Nova Friburgo y entra en el Municipio de Bom Jardim por el Distrito de São José do Arroyo.